# ゲルマニア・スペリオル

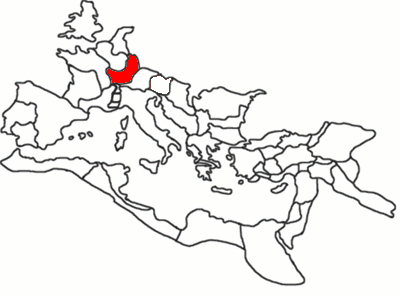
ゲルマニア・スペリオル属州の位置

ゲルマニア・スペリオル（ラテン語: Germania Superior）は、ローマ帝国の属州の一つである。日本語では上ゲルマニア、高地ゲルマニア、近ゲルマニアなどと訳される。東側にラエティア、西側にガリア・ルグドゥネンシス、北西にガリア・ベルギカおよびゲルマニア・インフェリオル（下ゲルマニア、低地ゲルマニア、遠ゲルマニア）、南はアルペス・ポエニナエの各属州およびイタリア本土と面していた。
ゲルマニア・スペリオルの領域は、現在のスイス西部、フランスのジュラ山脈やアルザス地域、およびドイツ南西部にあたる。州都はモグンティアクム（Moguntiacum、現マインツ）に置かれた。ライン川の中流域で、北の国境にはリメスが築かれた。

## 属州の歴史

### ローマによる属州化
紀元前1世紀にガイウス・ユリウス・カエサルによって書かれたガリア戦記には、この地域についても多く書かれているが、そこに「ゲルマニア・スペリオル」または「ゲルマニア・インフェリオル」という言葉は使われていない。ゲルマニア・スペリオルを支配していたのは、元はケルト人で、そこにアリオウィストゥス率いるゲルマン民族がベザンティイオ（現ブザンソン）を攻略してライン川の北岸に駐留していたが、 紀元前58年にウォセグスの戦いでカエサル率いるローマ軍に敗れた。
ゲルマニア・スペリオルがローマの属州にされたのは、共和政の最後の数年間の頃である。タキトゥスの書いた『年代記』（3.41, 4.73, 13.53）には、 ゲルマニア・スペリオル属州のことが書かれている。

### ローマ帝国による支配

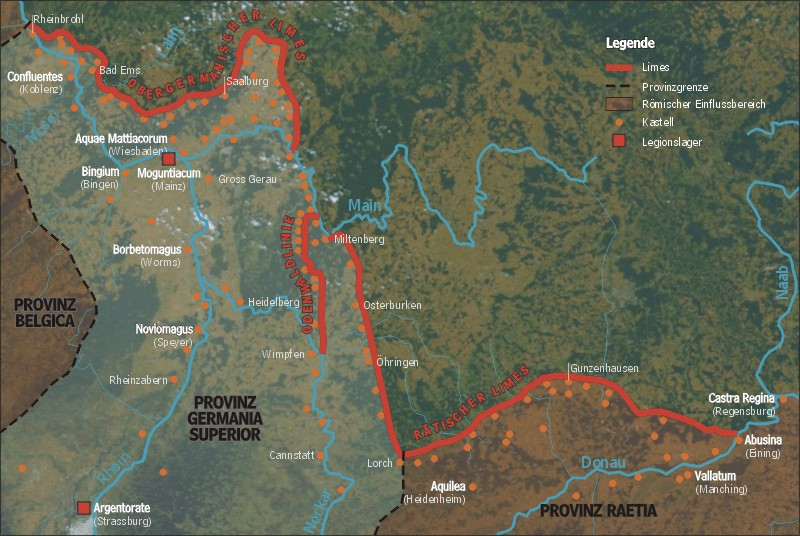
ゲルマニア・スペリオルの北部。国境には長城（リーメス）がある。

初代ローマ皇帝アウグストゥスは全ゲルマニア地方をゲルマニア・マグナの名でひとつの属州にまとめよう目論んでいた。しかし、トイトブルク森の戦いでアルミニウス率いるゲルマン諸部族に敗北したことでこの計画は挫折し、ライン川をリメス（国境線）とすることにした。その後も国境をめぐって争いが続いたので、国境を守るゲルマニア・スペリオル属州は強化され、駐留するローマ軍は遠地で厳しい環境にさらされた。紀元前12年までには、ザクセンやマインツに軍事拠点が築かれ、大ドルススはそこで軍団を統括した。これらの拠点を中心に、徐々にいくつもの砦が構築されていった。
69年から70年までのローマ内戦では属州総督のアウルス・ウィテッリウスが皇帝に即位したが、バタウィ族のガイウス・ユリウス・キウィリスらのゲルマン人がライン川およびドナウ川国境のローマ軍の砦を攻撃・破壊し、さらに、ライン川方面とドナウ川方面の軍団の間で内戦も勃発した。この内戦は短期間で収束し、結果的にこれらの国境線の体制は強化され、アウクスブルクとマインツとを結ぶローマ街道も築かれることになった。
83年から85年にかけて、ドミティアヌス帝はフランクフルトの北に住むカッティ族（Chatti）に対して遠征した。現在も残る長城（リメス・ゲルマニクス、Limes Germanicus）が最初に築かれたのがこの時である。その周囲は見通し良く切り払われ、実戦向けの防護柵が連なり、道が通る場所には木製の物見台や砦が築かれた。90年には長城の長さは最長に達した。ローマ街道はオーデンヴァルトを通って伸び、それより細かな街道のネットワークで各砦が連結されていた。
ゲルマニア・スペリオル属州は、90年に皇帝属州として再編され、このときにガリア・ルグドゥネンシス属州の領域だった広い地域を加えた。ゲルマニア・スペリオルの総督としては後に皇帝となったトラヤヌスが最も有名で、彼は96年から98年まで属州総督を務めた。ヘルウェティイ族の支配領域もこの属州の一部となった。

### 属州の終わり
3世紀に入るとローマ帝国は徐々に支配力を失い、軍人皇帝時代にはガリア帝国がゲルマニア・スペリオルを含む一帯を支配した。ガリア帝国崩壊後はローマの領土へ戻ったが、北部の属州の支配力を失った。ゲルマニア・スペリオルの南部（現スイス）はマクシマ・セクアノルム属州（Maxima Sequanorum）に編入されたが、5世紀初頭にブルグント族に征服された。

## 主な都市
- モグンティアクム（Moguntiacum, 現マインツ）― 州都
- ベソンティオ（Besontio, 現ブザンソン）
- アルゲントラテ（Argentorate, 現ストラスブール）
- アクアエ・マッティアカエ（Aquae Mattiacae, 現ヴィースバーデン）